# Hejnał mariacki

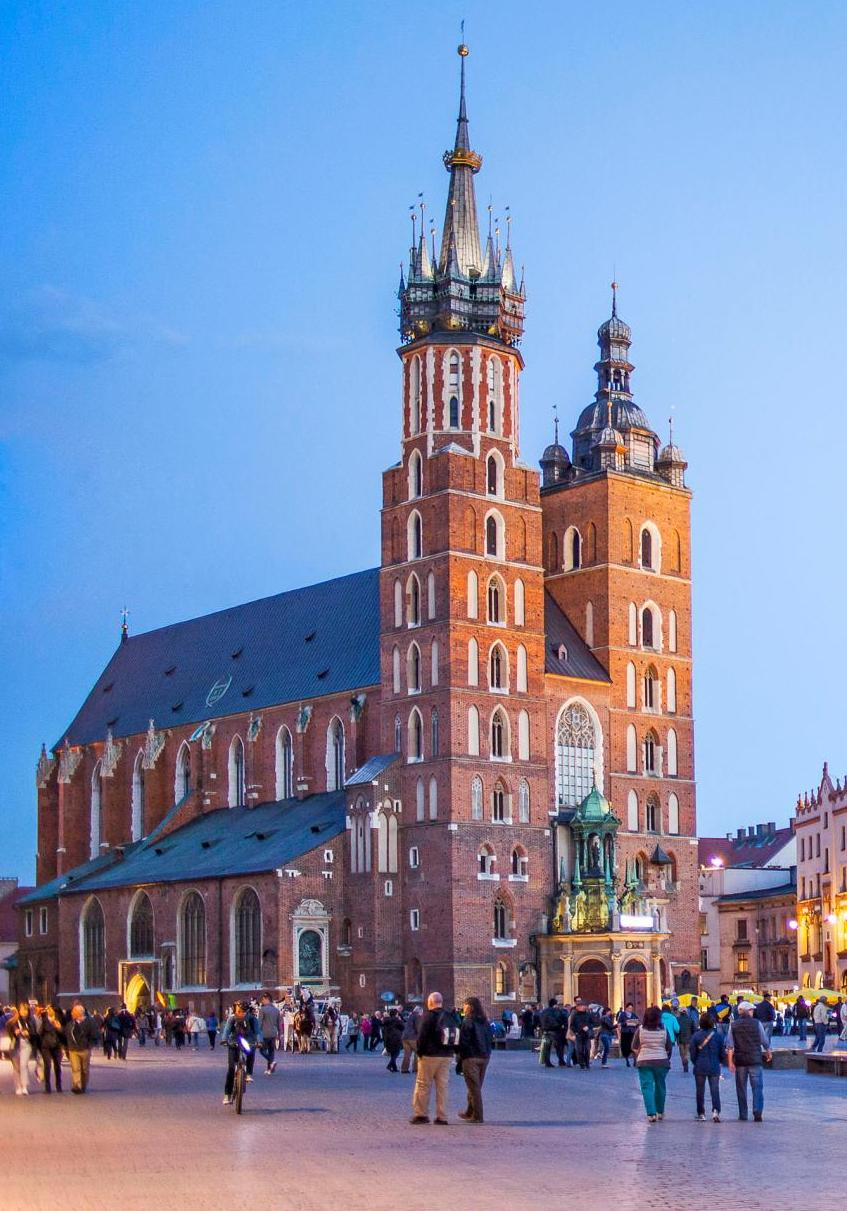
Fachada principal de la basílica

Hejnał Mariacki – melodía que se toca cada hora desde una de las torres de la Basílica de Santa María en Cracovia. Cada día a las doce de la mañana se trasmite esta melodía a través del primer programa de la radio polaca estatal - Polskie Radio Program I.

## Historia
El Hejnał Mariacki se tocaba al mediodía para con esa melodía-señal dar la hora a todas las ciudades de Polonia. Esto duró hasta el 13 de febrero de 1838. Después de esa fecha la pasó a dar el Observatorio Astronómico de Cracovia, más tarde fue la radio y a partir de 1984 empezó a dar la hora la capital polaca Varsovia. Como recuerdo histórico de ese hecho, a las doce del mediodía se da en directo la melodía de Hejnał mariacki desde la torre de la Basílica. 

## Tradición

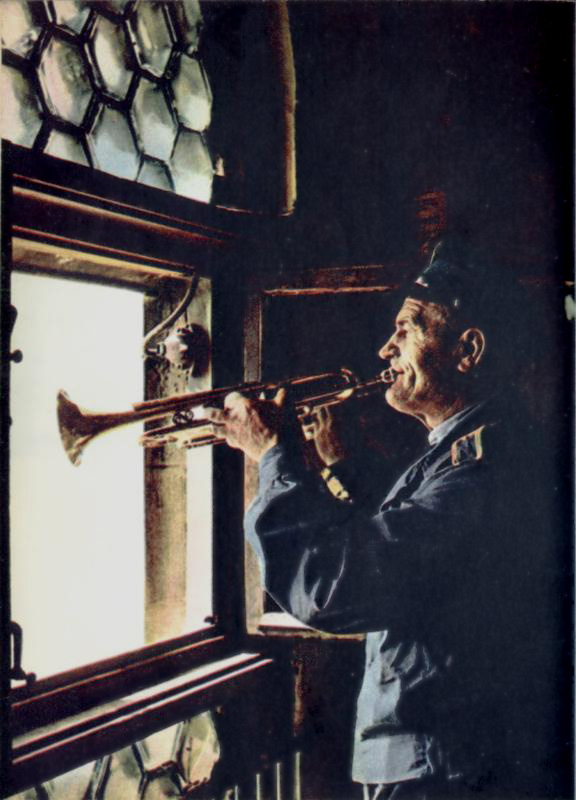
Hejnalista

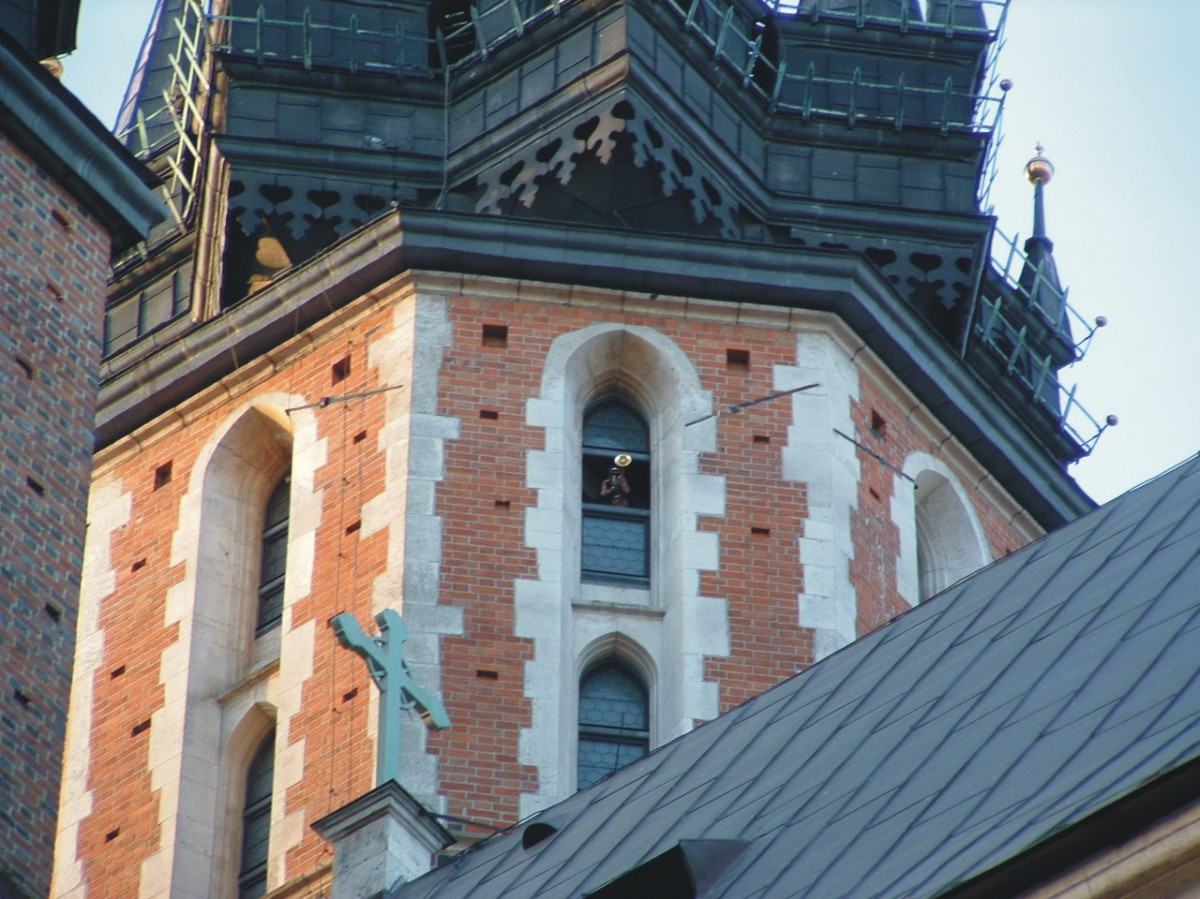
Hejnał – toque del rey

La tradición de la melodía Hejnał mariacki cuenta setecientos años. Lo más curioso del toque de trompeta es su interrupción a mitad de nota, como si quedara incompleta. La leyenda dice que:
La Iglesia de Santa María, con sus dos torres desiguales, era un lugar importante para la defensa de la ciudad. Desde la torre más alta, llamada torre hejnalica, se daba un toque de trompeta para abrir las puertas de la ciudad y por la noche para cerrarlas. También era una señal de alarma ante la presencia del enemigo. Un día hubo un ataque relámpago de los tártaros, que con frecuencia asediaban las ciudades polacas. El vigía empezó a tocar el Hejnał mariacki para que se cerraran las puertas de la ciudad. Se consiguió cerrarlas pero una flecha lanzada desde fuera de los muros atravesó al trompetista la garganta sin que pudiera acabar la melodía. Como recuerdo a ese hecho la melodía se interrumpe en la mitad de la nota.
La leyenda puede ser cierta aunque es difícil de precisarlo. Un hecho real es que el Hejnał mariacki constituye en la ciudad de Cracovia una atracción turística, algo específico y característico exclusivamente de esta ciudad.

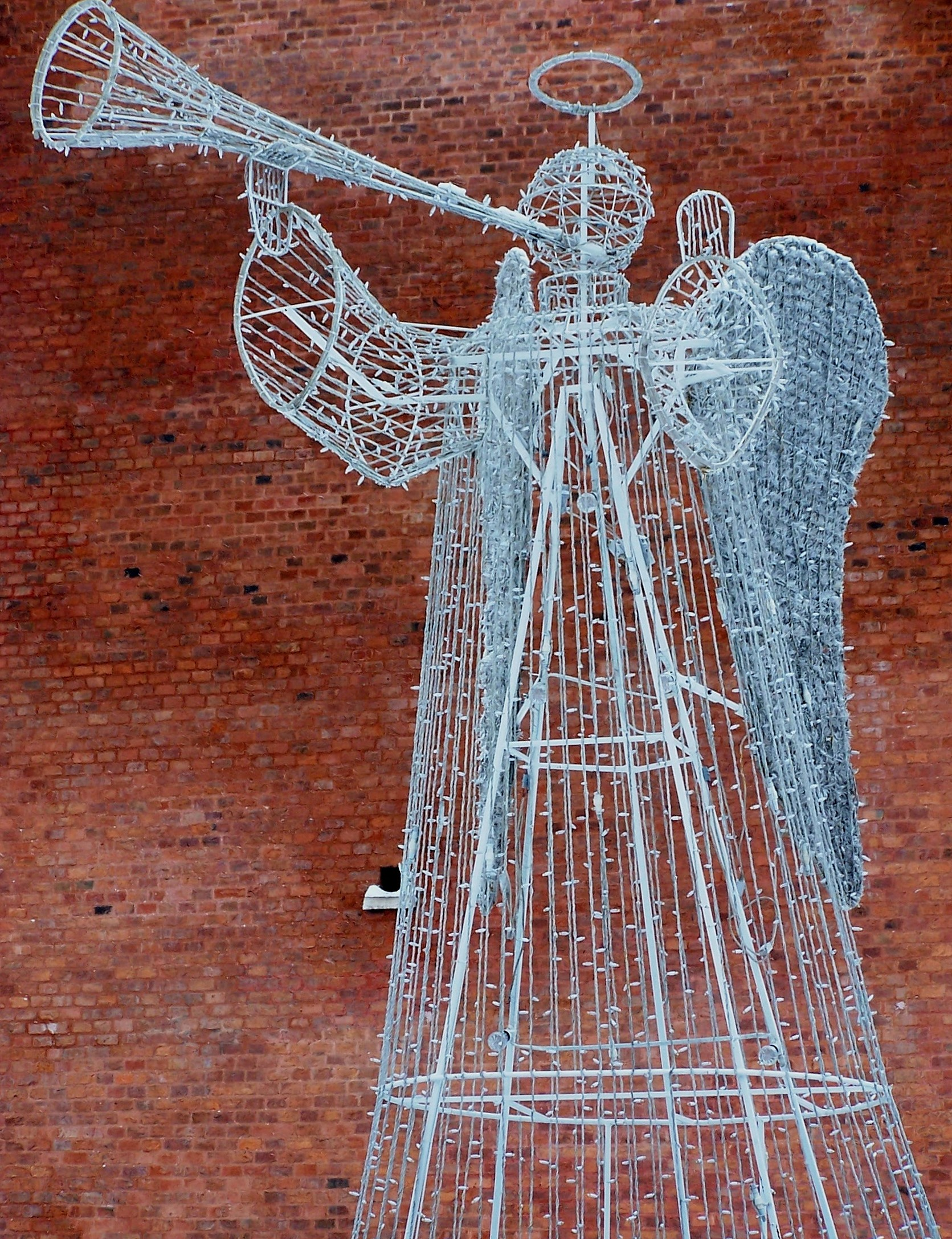
El Angel Hejnalista junto a Wawel

## Melodía de luto nacional
En la actualidad los vigilantes trompetistas de la torre mariacki tocan también desde ese lugar durante los lutos nacionales. Concretamente tocaron en las siguientes fechas:
1. 3 de abril de 2005 a las 12.00 en vez del Hejnał mariacki - por la muerte de Juan Pablo II
2. enero del 2008 por la catástrofe aérea en Mirosławiec del avión CASA.
3. 11 de abril de 2010 a las 12.00 - por la catástrofe del avión del presidente polaco en Smoleńsk.